# 仁愛女子高等学校
仁愛女子高等学校（じんあいじょしこうとうがっこう、英: Jin-ai Girls' High School）は、福井県福井市宝永に所在する私立高等学校。

## 沿革

### 経緯
創立者の禿了教は、ヨーロッパ視察を通して日本と欧米の宗教事情の違いを目の当たりにし、日本の宗教教育の不十分さを痛感。娘の禿すみとともに「いのちのつながりを重んじ、美しい世をひらく灯となろう」という教育理念のもと、「婦人仁愛会教園」を創立する。聖徳太子の和の精神に基づいた女子教育を行っている。

### 年表
- 1898年（明治31年）4月1日 - 創立者 「禿了教」が仏教精神による日本女性の教育を目的として、福井市毛矢上町に婦人仁愛会教園開園。同年6月には毛矢町96番地に移転。現在の福井市毛矢1丁目、泉橋西詰の南側付近であった。
- 1899年（明治32年）11月 - 福井市宝永上町18番地（現在の福井市宝永4丁目、同校所在地）に移転。
- 1901年（明治34年）1月 - 私立仁愛女学館設立申請認可。
- 1905年（明治38年）4月 - 仁愛女学校と改称。
- 1924年（大正13年）4月 - 福井仁愛高等女学校（修業年限4年）に昇格、校長に禿すみ就任
- 1932年（昭和7年）6月 - セーラー服を制服として夏服から採用。
- 1945年（昭和20年）7月19日 - 福井空襲で校舎全焼、生徒8名死亡。8月15日終戦。10月からは上中・西藤島・森田第一・麻生津の各国民学校で分散授業。
- 1946年（昭和21年）5月 - 2階建の仮校舎竣工。
- 1948年（昭和23年）4月 - 仁愛女子高等学校発足。仁愛女子中学校を併設。6月28日、福井大地震で校舎倒壊。9月に2階建木造校舎2棟建築。
- 1951年（昭和26年）3月 - 学校法人福井仁愛学園発足。
- 1953年（昭和28年）4月 - 専攻科設置。（のちに仁愛女子短期大学開学の契機となる）
- 1955年（昭和30年）3月 - 中学校募集停止。
- 1958年（昭和33年）- 家庭・被服の2課程を設置。
- 1961年（昭和36年）- 専攻科（修業2年）を設置。
- 1962年（昭和37年）- 食物過程を増設。
- 1964年（昭和39年）- 被服科・家政科に普通科併設。
- 1968年（昭和43年）- 被服科を廃止、普通科に特進コース新設。
- 1971年（昭和46年）- 北校舎新築。
- 1972年（昭和47年）- 普通科に芸術コース新設。
- 1974年（昭和49年）- 中角グラウンド・第3体育館完成。
- 1976年（昭和51年）- 南校舎新築。家政科を普通科家政コース、普通科芸術コースを普通科音楽コースに改める。
- 1978年（昭和53年）- 普通科音楽コースを音楽科に改める。
- 1980年（昭和55年）- 普通科に商業コース新設。
- 1985年（昭和60年）- 精進館開設。
- 1988年（昭和63年）- 西校舎・コミュニティーホール完成。
- 1989年（平成元年）- 普通科家政コース募集停止、普通科に教養コース新設。
- 1990年（平成2年）- 普通科特進コースに理系新設。
- 1995年（平成7年）- 普通科教養コース募集停止。4月から制服変更。
- 1997年（平成9年）- 仁愛学園創立100周年記念グラウンド完成。
- 1998年（平成10年）- 仁愛学園創立100周年記念アクティブプラザ「精進館」完成。なお、同年に福井女子高等学校が啓新高等学校と改称し男女共学化したため、同校は現在福井県内で唯一の女子校となる。
- 2002年（平成14年）- 普通科英語留学コース新設。
- 2003年（平成15年）- スーパー・イングリッシュ・ランゲージ・ハイスクール (SELHi) 指定を受ける。
- 2011年（平成23年）- 新校舎（本館）完成。
- 2013年（平成25年）- 新体育館完成。
- 2015年（平成27年）- 音楽科募集停止、グローバル・サイエンスコース新設。
- 2021年（令和3年）- 2021年度入試から普通科進学コースの併願を廃止して専願のみに変更[1]。また、新型コロナウイルスの世界的な感染拡大の影響を踏まえて普通科英語留学コースの募集をいったん停止とした[2]。

## 設置学科
- 普通科
  - グローバル・サイエンスコース
  - 英語留学コース
  - 特別進学コース
  - 進学コース
  - 商業コース

## 部活動
- 運動部 - ★テニス、★バレーボール、★ハンドボール、★バスケットボール、弓道、バドミントン、ダンス、ソフトボール
- 文化部 - マーチングバンド、美術、軽音楽、華道、写真、琴、演劇、煎茶、抹茶、★書道、放送、★コーラス、宗教（こどもレクリエーションクラブ）、英語、ワンダーフォーゲル、調理、吹奏楽
- 同好会（運動系） - なぎなた、陸上、フットサル、ｅスポーツ
- 同好会（文化系） - かるた

★は強化指定部

## 著名な卒業生
- 青山ななみ - 脚本家
- 今川裕代 - ピアニスト
- 川本真琴 - シンガーソングライター
- 田中裕梨 - ミュージシャン、Blu-Swingのヴォーカル[要出典]
- 幅口絵里香 - ビーチバレー選手
- 輝咲玲央 - 宝塚歌劇団星組男役、92期生
- 朝日奈蒼 - 宝塚歌劇団宙組男役、97期生
- 川上真央 - バレーボール選手、VチャレンジリーグのPFUブルーキャッツ所属
- 杉野早季 - ミュージカル俳優（劇団四季）
- 826aska - エレクトーン奏者[要出典]

## 著名な教職員
- 禿了滉 - 真宗誠照寺派の僧侶（浄覚寺住職）。1965年、本校校長に就任。

## 系列校
- 仁愛女子短期大学
- 仁愛大学
- 仁愛女子短期大学附属幼稚園

## アクセス
- 北陸新幹線・ハピラインふくい線・えちぜん鉄道勝山永平寺線　福井駅から徒歩約15分
- えちぜん鉄道三国芦原線 田原町駅から徒歩約8分
- 福井鉄道福武線 仁愛女子高校駅下車すぐ
- 京福バス「裁判所前」停留所、「仁愛女子高校前」停留所すぐ
- すまいるバス（田原・文京方面）「春山2丁目」停留所から徒歩約2分